# Aparato de Kipp

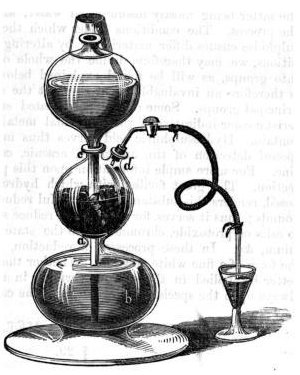
Aparato de Kipp.

El aparato de Kipp, también denominado generador de Kipp, es un instrumento usado para la preparación de pequeños volúmenes de gases. Su nombre viene de su inventor, Petrus Jacobus Kipp.

## Usos
Sus usos más comunes son la preparación de ácido sulfhídrico mediante la reacción de ácido sulfúrico con sulfuro ferroso, preparación de dióxido de carbono mediante la reacción de ácido clorhídrico con carbonato de calcio, y de hidrógeno mediante la reacción de ácido clorhídrico con un metal apropiado.

## Material
El aparato consiste en tres cilindros apilados. El material sólido (por ejemplo, sulfuro ferroso) se coloca en el cilindro del medio y el ácido en el superior. Un tubo se extiende del cilindro superior al inferior. El cilindro central tiene un tubo con una válvula utilizada para la extracción del gas obtenido. Cuando ésta está cerrada, la presión del gas en el cilindro central aumenta, empujando el ácido de vuelta al cilindro superior hasta que deja de estar en contacto con el material sólido, y la reacción cesa.
Los aparatos de Kipp suelen estar hechos de vidrio o polietileno.
- Datos: Q898470
- Multimedia: Kipp's apparatus / Q898470